# NGC 3633
NGC 3633 este o galaxie spirală situată în constelația Leul. A fost descoperită în 23 martie 1887 de către Lewis A. Swift. Se află la o distanță de 38 de megaparseci de Pământ.